# Кларксвил (Пенсилванија)
Кларксвил (енгл. Clarksville) град је у америчкој савезној држави Пенсилванија.

## Демографија
По попису из 2010. године број становника је 230, што је 4 (-1,7%) становника мање него 2000. године.
| Група             | 2000.       | 2010.       |
| Белци             | 224 (95,7%) | 224 (97,4%) |
| Афроамериканци    | 3 (1,3%)    | 5 (2,2%)    |
| Азијати           | 0 (0,0%)    | 0 (0,0%)    |
| Хиспаноамериканци | 1 (0,4%)    | 1 (0,4%)    |
| Укупно            | 234         | 230         |